# Fraxinus dipetala
Fraxinus dipetala är en syrenväxtart som beskrevs av William Jackson Hooker och George Arnott Walker Arnott. Fraxinus dipetala ingår i släktet askar, och familjen syrenväxter. Inga underarter finns listade i Catalogue of Life.

## Bildgalleri

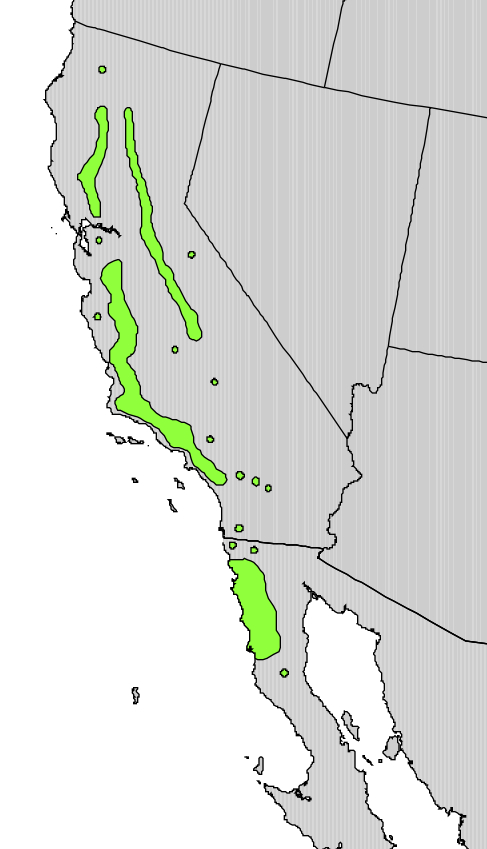